# Óscar Bagüí
Óscar Dalmiro Bagüí Angulo (* 10. Dezember 1982 in Borbón) ist ein ehemaliger ecuadorianischer Fußballspieler.

## Sportlicher Werdegang
Bagüí machte seine ersten Schritte beim CD Olmedo, für den er bis 2007 als Abwehrspieler in der Serie A auflief und sich dabei teilweise für die Copa Libertadores qualifizierte. Parallel avancierte er zum ecuadorianischen Nationalspieler, als er im Januar 2005 gegen Panama debütierte.
2008 wechselte Bagüí zum Barcelona Sporting Club, de er nach zwei Jahren in Richtung Universidad Católica del Ecuador verließ. Mit dem Klub stieg er in die Serie B ab, daraufhin schloss er sich dem Club Sport Emelec an. Mit dem Klub gewann er den nationalen Meistertitel, daraufhin kehrte in die Auswahlmannschaft zurück und wurde von Nationaltrainer Reinaldo Rueda in den Kader für die Weltmeisterschaftsendrunde 2014 berufen. Im Turnierverlauf blieb er ohne Einsatz, als Gruppendritter hinter Frankreich und der Schweiz schied die Nationalmannschaft frühzeitig aus dem Wettbewerb aus. Im folgenden Jahr gehörte er bei der Copa América 2015 ebenfalls zum Turnierkader, blieb aber unter Ruedas Nachfolger Gustavo Quinteros ebenso ohne Einsatz.
Im Juni 2017 bestritt Bagüí das letzte seiner offiziellen 24 Länderspiele, dabei war er ohne Torerfolg geblieben. Bis 2021 war er noch auf Vereinsebene aktiv, ehe er beim Club Sport Emelec die Fußballschuhe an den Nagel hing, insgesamt hatte er über 500 Meisterschaftsspiele bestritten und viermal den Meistertitel Ecuadors gewonnen.